# Montemayor de Pililla
Montemayor de Pililla település Spanyolországban, Valladolid tartományban. Montemayor de Pililla San Miguel del Arroyo, Camporredondo, Portillo, Valladolid, La Parrilla, Traspinedo, Santibáñez de Valcorba, Cogeces del Monte és Torrescárcela községekkel határos. Lakosainak száma 860 fő (2024).

## Népesség
A település népessége az utóbbi években az alábbiak szerint változott:
| Lakosok száma | 1045 | 1036 | 1019 | 1003 | 977  | 931  | 896  | 868  | 856  | 860  |
|               | 2001 | 2004 | 2007 | 2009 | 2012 | 2014 | 2017 | 2019 | 2022 | 2024 |